# Metall und Melancholie
Metall und Melancholie ist ein 1994 veröffentlichter Dokumentarfilm der Regisseurin Heddy Honigmann. Der Film ist eine niederländisch-peruanische Koproduktion. Der peruanische Filmregisseur Francisco J. Lombardi war an der Entstehung des Films beteiligt. In Deutschland wurde er zum ersten Mal am 19. September 1994 vom WDR-Fernsehen ausgestrahlt. 

## Inhalt
Die Regisseurin, eine in den Niederlanden lebende Peruanerin, begleitet Taxifahrer in der peruanischen Hauptstadt Lima mit der Kamera bei ihrer Arbeit. Zum Entstehungszeitpunkt des Films war Peru in einer schweren Krise. Eine Hyperinflation und ein anschließend vom autokratisch regierenden Präsidenten Fujimori verordnetes neoliberales Wirtschaftsprogramm haben weite Teile der Gesellschaft in Armut gestürzt, hinzu kamen die Folgen von zehn Jahren Krieg gegen die terroristisch operierende maoistische Untergrundorganisation „Sendero Luminoso“. Das eigene Auto, häufig ein VW-Käfer (in Peru „cucaracha“ – ‚Küchenschabe‘ genannt) zum Taxi zu deklarieren, ist für viele Peruaner die einzige Möglichkeit, sich über Wasser zu halten: Taxischilder zum Aufkleben auf der Windschutzscheibe werden von Kindern, die Straßenhandel betreiben, für einen Sol (peruanische Währung) verkauft. Die Regisseurin filmt einen etwa zwölfjährigen Jungen, der sich stolz als „Geschäftsmann“ vorstellt. Während einer Taxifahrt wird im Radio die Nachricht von der Verurteilung des Anführers des „Sendero Luminoso“, Guzmán, zu lebenslanger Haft verlesen.
Die Taxifahrer erzählen der Regisseurin von ihrem Leben und ihren Autos. Der desolate technischen Zustand vieler Autos (abgebrochene Türscharniere und Schalthebel, Lecks im Kühlsystem) schützt diese vor Diebstahl. Fast alle hatten oder haben andere Jobs: Arzneimittelvertreter, Kaufmann, Abteilungsleiter in einem Ministerium etc. Ein Fahrer hat eine Tochter, die eine teure medizinische Spezialbehandlung benötigt, eine Fahrerin hat sich von ihrem Mann getrennt und lebt bei ihrem Vater, der ihre Existenz als alleinstehende Mutter nicht akzeptiert. Eine andere Fahrerin stammt aus einem Dorf in den Anden, wo von acht Kindern in einer Familie oft nur zwei oder drei überleben. Der Bekannte eines Fahrers wurde vom „Sendero Luminoso“ erschossen, ein anderer war früher als Geheimpolizist mit der Überwachung von Studenten beschäftigt und ist froh, dass er diesen Job los ist. Ein Fahrer war in eine italienische Touristin verliebt, wollte Peru aber nicht verlassen. Ein ehemaliger Schauspieler zitiert einen spanischen Schriftsteller: „Peru ist Metall und Melancholie“.
Er beschreibt sein Land so: „Schmerz und Armut haben uns hart gemacht wie Metall, aber wir sind auch weich und trauern den guten alten Zeiten nach.“